# Kimberley Mickle
Kimberley Mickle (Perth, Australia, 28 de diciembre de 1984) es una atleta australiana, especialista en la prueba de lanzamiento de jabalina, con la que llegó a ser subcampeona mundial en 2013.
Su mejor marca es 66,83 m, conseguida el 22 de marzo de 2004 en Melbourne, y que supuso el récord de Oceanía.

## Carrera deportiva
En el Mundial de Moscú 2013 gana la medalla de plata en el lanzamiento de jabalina, tras la alemana Christina Obergföll y por delante de la rusa Mariya Abakumova.